# Thomas Rittscher
Thomas Ernest Rittscher Junior (New Jersey, 30 de julho de 1917 — Santos, 24 de novembro de 2011) foi um empresário e surfista norte-americano, naturalizado brasileiro. Thomas é o pioneiro e o criador da primeira prancha de surf no Brasil.

## Biografia
Em 1930 mudou-se para São Paulo com a família. Praticante de esportes como remo, ginástica olímpica, atletismo, natação, salto ornamental e polo aquático, em 1934, aos dezessete anos de idade e inspirado numa matéria da revista norte-americana Popular Mechanics,  construiu, em madeira, a primeira tábua de surfe de que se tem notícia no Brasil, iniciando a prática o surf nas praias de Santos.

Thomas possuiu uma empresa de exportação de café (mesma profissão do seu pai) dentro da Bolsa Oficial de Café por mais de trinta anos.
Também foi um dos fundadores do Atlântico Clube e do Iate Clube na cidade de Santos.